# Steven Ray Nagel
Steven Ray Nagel (Canton, Illinois, 1946. október 27. – Columbia, Missouri, 2014. augusztus 21.) amerikai űrhajós, ezredes. A kevesek egyike, aki mind a négy űrrepülőgépen teljesített szolgálatot. Felesége Linda Maxine Godwin űrhajósnő.

## Életpálya
1969-ben az University of Illinois egyetemen kitüntetéssel repüléstechnikai és űrhajózási diplomát szerzett. Ugyan ebben az évben a légierő tartalékos tiszti képzésén (AFROTC) repülőgép vezetői ismereteket szerzett. 1970-től az F–100 Super Sabre repülőgépre kapott kiképzést. Szolgált Angliában, Thaiföldön és hazájában. 1975-től a Légierő (USAF) berepülő pilótája. Az F–4 és az A–7D repülőgépek változatait tesztelte. 8000 órát tartózkodott a levegőben (repülő/űrrepülő). 1978-ban a California State University keretében megvédte gépészmérnöki diplomáját.
1978. január 16-tól a Lyndon B. Johnson Űrközpontban részesült űrhajóskiképzésben. Kiképzett űrhajósként tagja volt az STS–1, STS–2 és STS–3 támogató (tanácsadó, problémamegoldó) csapatának. 1985-től 1995-ig az Űrrepülő Hivatal megbízott vezetője. Négy űrszolgálata alatt összesen 30 napot, 1 órát, 34 percet (721 óra) töltött a világűrben. Űrhajós pályafutását 1995. február 28-án fejezte be.

## Űrrepülések
- STS–51–G, a Discovery űrrepülőgép 5. repülésének küldetésfelelőse. Három kommunikációs műholdat állítottak pályairányba. Egy önálló, csillagászati laboratóriumot kihelyeztek, majd visszanyertek a világűrből. Első űrszolgálata alatt összesen 7 napot, 1 órát és 38 percet (169 óra) töltött a világűrben. 4 693 051 kilométert (2 916 127 mérföldet) repült, 112 alkalommal kerülte meg a Földet.
- STS–61–A, a Challenger űrrepülőgép 9. repülésének pilóta. Az első olyan Space Shuttle küldetés volt, melyet egy másik ország, Nyugat-Németország támogatott és irányított. Több mint 75 tudományos kísérletet végeztek: élettan, anyagfeldolgozás, biológia és navigáció. Egy űrszolgálata alatt összesen 7 napot, 00 órát és 44 percet (168 óra) töltött a világűrben. 4 680 000 kilométert (2 909 352 mérföldet) repült, 112 kerülte meg a Földet.
- STS–37, az Atlantis űrrepülőgép 8. repülésének parancsnoka. A legénység útnak indította a Compton űrtávcsövet. Egy űrszolgálata alatt összesen 5 napot, 23 órát és 32 percet (143 óra) töltött a világűrben. 3 952 972 kilométert (2 487 075 mérföldet) repült, 93 kerülte meg a Földet.
- STS–55, a Columbia űrrepülőgép 14. repülésének parancsnoka. A Spacelab küldetését a DFVLR német űrügynökség szponzorálta. Az amerikai/német legénység két váltásban napi 24 órán keresztül dolgozott a tervezett 88 kísérlet elvégzésén az alábbi tudományágakban: folyadékok fizikája, anyagtudományok, élet– és biológiatudomány, földmegfigyelés, légkörfizika és csillagászat. Egy űrszolgálata alatt összesen 9 napot, 23 órát és 40 percet (240 óra) töltött a világűrben. 6 701 603 kilométert (4 164 183 mérföldet) repült, 160 kerülte meg a Földet.